# Kościół Wszystkich Świętych w Lund
Kościół Wszystkich Świętych w Lund (szw. Allhelgonakyrkan, Lund) – kościół parafialny szwedzkiego Kościoła ewangelicko-luterańskiego, należący do parafii Allhelgonaförsamling w Lund. Otrzymał wezwanie Wszystkich Świętych.
Kościół położony jest w centrum Lund, ok. 600 m na północ od katedry. W 1962 stał się kościołem parafialnym.
Kościół Wszystkich Świętych ma status zabytku sakralnego według rozdz. 4 Kulturminneslagen (pol. Prawo o pamiątkach kultury) ponieważ został wzniesiony do końca 1939 (3 §).

## Historia
W XIX w. miasto Lund zanotowało znaczny wzrost liczby ludności. Ponieważ w katedrze zaczynało brakować miejsca dla wiernych biorących udział w nabożeństwie, w 1866 pojawiły się plany zbudowania nowego kościoła parafialnego. Zaproponowano, aby część środków przeznaczonych na remont katedry przeznaczyć na nowy kościół. W 1867 rząd pozytywnie zaopiniował wykonanie projektu i kosztorysu nowej budowli. Zlecenie wykonania projektu otrzymał Helgo Zettervall. Ponieważ w tym czasie nadzorował on restaurację katedry w Lund, sprawa wybudowania nowego kościoła przeciągnęła się. Dopiero w 1876 parafia katedralna podjęła decyzję o budowie nowej świątyni. W 1877 zatwierdzono opracowany na nowo projekt Zettervalla.

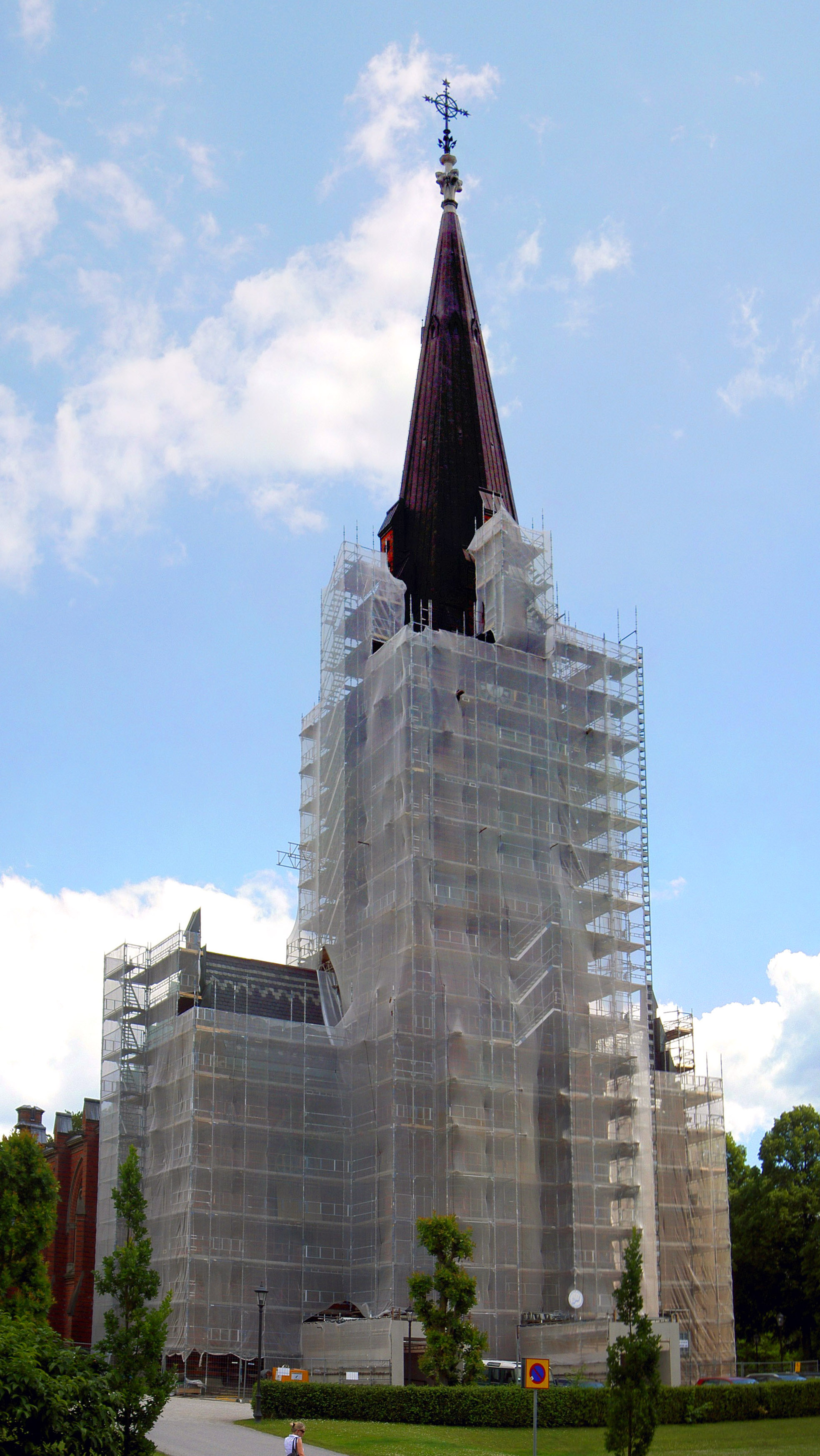
Kościół podczas renowacji (2009.)

Kościół zbudowano w stylu neogotyckim w latach 1885–1891. Przy jego projektowaniu Zettervall kierował się własnymi ideami zawartymi w napisanym przez siebie podręczniku „Allmänna anvisningar rörande kyrkobyggnader” (1887). Uważał on, iż ukształtowane przez wieki style budowlane stanowią jedyną bezpieczną wskazówkę, jak budowli nadać kościelny charakter. Z drugiej strony twierdził, iż nie należy ślepo trzymać się tradycji, ale studiować przeszłość, żeby przystosować ją do wymagań współczesności.
W 1891 poświęcenia kościoła dokonał biskup Wilhelm Flensburg.
Działanie czynników atmosferycznych sprawiało, że kościół z biegiem lat niszczał. W latach 70. XX w. zarząd kościoła rozważał nawet projekt jego rozbiórki. Ostatecznie do tego nie doszło, ale pierwszy remont miał miejsce dopiero w XXI w. Położono nowy dach nad nawami oraz nowy dach na wieży. W latach 2005–2007 odremontowano gruntownie wnętrze kościoła.
Latem 2009 kościół poddano zasadniczej renowacji zewnętrznej, w trakcie której wymieniono ok. 5000-6000 zniszczonych przez wilgoć i sól cegieł w fasadzie. Pod nadzorem konserwatora zabytków odrestaurowano również okna, przywracając im ich pierwotny wygląd. Na lata 2010–2011 zaplanowano dokończenie renowacji fasady. Całkowity koszt remontu ma wynieść 48 mln koron szwedzkich.

## Architektura

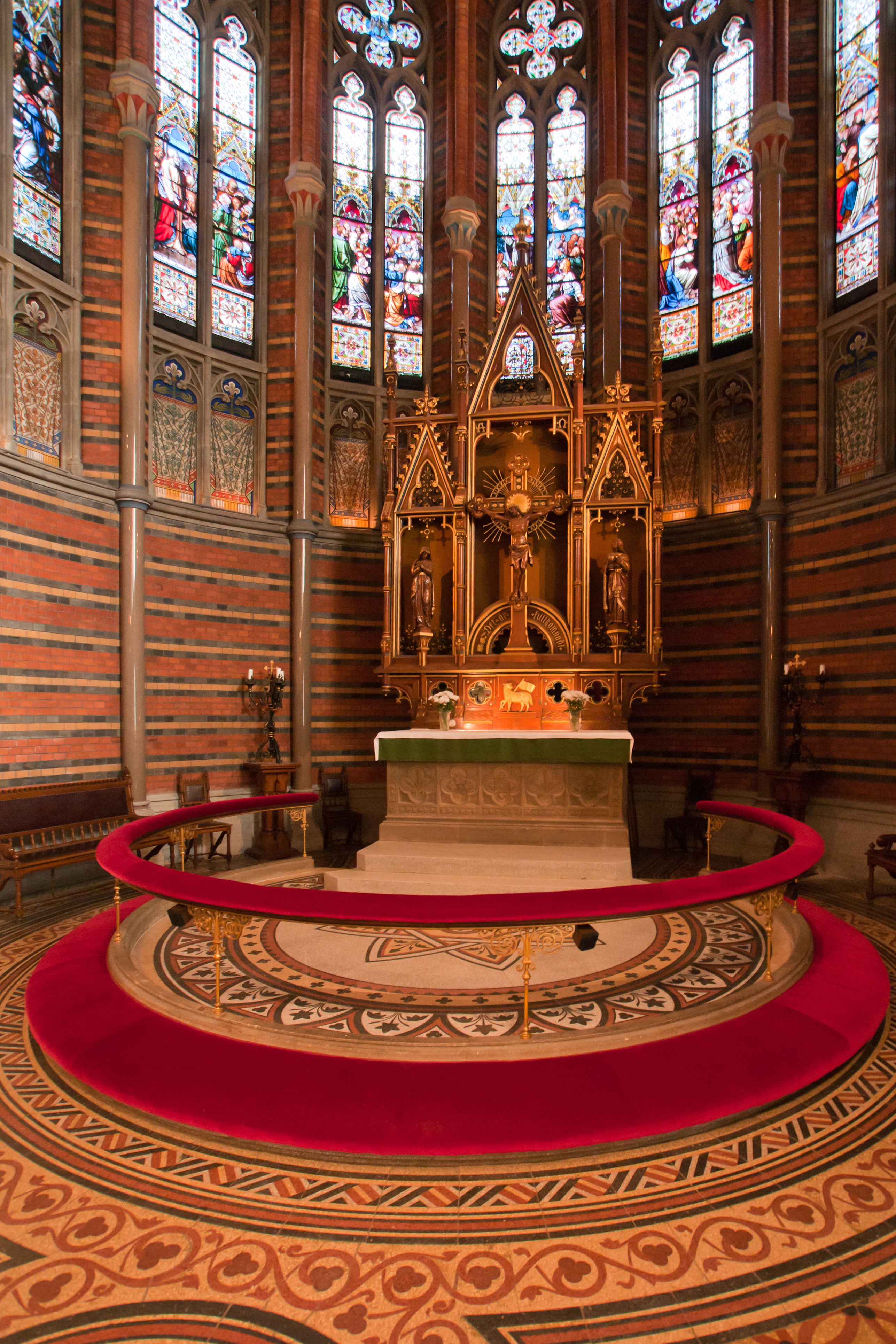
Wnętrze kościoła

Kościół Wszystkich Świętych to jeden z najlepiej zachowanych budynków zaprojektowanych przez Zettervalla. Stanowi on zarazem urzeczywistnienie neogotyckiego ideału w czystej postaci, bez zniekształceń.
Kościół został zbudowany z czerwonej, maszynowej cegły na podstawie z granitu. Jest to budowla długa na 64 m, szeroka na 33 m i wysoka na 26 m licząc od poziomu gruntu do kalenicy dachu nad nawą środkową. Wieża wznosi się na wysokość 72,5 m (licząc do wierzchołka krzyża) i jest do dziś najwyższą budowlą Lund, widoczną z daleka.
Do wnętrza kościoła prowadzi siedem portali. Uskokowy portal główny znajduje się od strony zachodniej, w przyziemiu wieży. Jego obramienia i wieńczący go trójkątny tympanon zostały wykonane z cementu portlandzkiego imitującego piaskowiec. Z tego samego materiału wykonano również ornamenty i obramienia okien.
Trzykondygnacyjna wieża została wzniesiona na planie kwadratu. W każdej kondygnacji umieszczono centralnie duże, ostrołukowe okna, po jednym z każdej strony. Wieżę wieńczy szczyt schodkowy, w którym umieszczono zegary i ostrosłupowy hełm wzniesiony na planie ośmiokąta. Do wieży z obu stron dobudowano niewielki transept, w którym umieszczono schody prowadzące na emporę organową.
trzynawowe, mroczne wnętrze kościoła przypomina na pierwszy rzut oka wielkie europejskie katedry. Po obu stronach ścian biegną empory łączące się z zachodnią emporą organową w jedną całość. Kościół reprezentuje typ bazyliki. Wyższą nawę środkową dzieli od bocznych siedem par wypolerowanych granitowych filarów.
Prezbiterium jest położone sześć stopni wyżej niż korpus nawowy. Oświetlenie zapewnia mu siedem wysokich, ostrołukowych okien, mniejszych jednak, niż okna w nawach, co sprawia, że zarówno korpus nawowy, jak i prezbiterium są oświetlone jednakowo. Stanowi to świadome odejście od średniowiecznego ideału, który nakazywał jaśniejsze oświetlenie prezbiterium w celu wywołania kontrastu między tym co niebiańskie (prezbiterium z ołtarzem i chórem kapłańskim) a tym co ziemskie (korpus główny mieszczący wiernych).
Kolorem, jaki dominuje we wnętrzu, jest ceglana czerwień ścian. Jest ona jednak urozmaicona poziomymi pasami czarnych i żółtych cegieł. Filary natomiast są jasnoszare. Ich kapitele są wykonane z szarego cementu i udekorowane ciemnoczerwonymi detalami. Sklepienie w kolorze żółtej ochry ozdobione jest ciemnoniebieskimi rozetami. Sklepienie nad apsydą ma natomiast kolor ciemnoniebieski, który ożywiają białe i złote gwiazdy. Sklepienie nad emporą organową ma z kolei barwę ciemnozieloną z motywem stylizowanego krzyża.
Kompozycją malarską samą w sobie jest posadzka świątyni, której wiodącym motywem dekoracyjnym są figury geometryczne oraz żółte i czerwone kwiaty.
Paletę barw w kościele uzupełnia snycerka: balustrady na emporze organowej, ławki i ambona, a także detal rzeźbiarski ołtarza głównego.

## Wyposażenie
Ołtarz główny został wykonany z nieoszlifowanego cementu. U jego podstawy znajduje się rzeźba „Baranek Boży z chorągwią zwycięstwa”. W nastawie ołtarzowej umieszczono krucyfiks ze św. Janem Apostołem i Maryją po obu stronach. Autorem drewnianej rzeźby z dębu jest Carl Johan Dyfverman.
Dekoracje malarskie wyszły spod pędzla Svante Thulina.
Chrzcielnica została wykonana z polerowanego cementu i umieszczona w prezbiterium po prawej stronie. Należy do niej miedziane naczynie na wodę święconą, wykonane przez Svena Bengtssona.

### Organy

#### Organy główne
Pierwsze organy główne w kościele zbudował w latach 1890-1891 zakład organmistrzowski Åkerman & Lund Orgelbyggeri; instrument ten miał 30 głosów. Obecnie istniejące organy pochodzą z 1969 i zostały zbudowane przez miejscowy zakład Mårtenssons orgelfabrik. Maja one med 49 głosów podzielonych na 4 manuały i pedał. Prospekt organowy pochodzi z czasów pierwszych organów, zmieniono jedynie pozytyw plecowy. Ze starych organów zachowano 10 głosów. Organy mają mechaniczną trakturę gry, elektryczną trakturę rejestrową i następującą dyspozycję:
| II. Huvudverk | I. Ryggpositiv | III. Svällverk | IV. Bröstverk                                                                                         | Pedalverk |
| Principal 16' Oktava 8' (fasada) Rörflöjt 8' Oktava 4' Spetsflöjt 4' Kvinta 2²/3′ Oktava 2' Mixtur VI Cornett IV Trumpet 8' | Trägedackt 8' Kvintadena 8' Principal 4' (fasada) Blockflöjt 4' Gemshorn 2' Sesquialtera II, 2²/3′ + 1³/5′ Scharf III Krumhorn 8' Tremulant | Flûte harmonique 8' Italiensk principal 8' Salicional 8' Voix céleste 8' Oktava 4' Traversflöjt 4' Spetskvint 2²/3′ Waldflöjt 2' Ters 1³/5′ Mixtur IV Fagott 16' Trumpet harmonique 8' Oboe 8' | Gedackt 8' Rörflöjt 4' Principal 2' Nasat 11/3′ Blockflöjt 1' Klockcymbel III Vox humana 8' Tremulant | Principal 16' Subbas 16' Kvinta 10²/3′ Oktava 8' (fasada) Gedackt 8' Oktava 4' Nachthorn 2' Mixtur VI Basun 16' Trumpet 8' Skalmeja 4' |

#### Organy w prezbiterium
Drugie, mniejsze, mechaniczne organy znajdują się w okolicy ołtarza i pochodzą 1966. Również one powstały w zakładzie Mårtenssons orgelfabrik.
Organy mają następującą dyspozycję:
| Manual I                                                                | Manual II                                                                   | Pedal                                         |
| Gedackt 8' Principal 4' (fasada) Koppelflöjt 4' Waldflöjt 2' Mixtur III | Dulcianflöjt 8' Rörflöjt 4' Principal 2' Kvinta 11/3′ Krumhorn 8' Tremulant | Subbas 16' Principal 8' (fasada) Nachthorn 4' |